# 明星電力
四川明星電力股份有限公司，簡稱四川明星電力股份、四川明星電力，以及明星電力（英語：SICHUAN MINGXING ELECTRIC POWER CO.,LTD，上交所：600101），於1988年設立當時「遂宁电力公司」，現時由四川省電力公司（國家電網公司轄下）旗下公司。
董事長為秦怀平，股份則在1997年6月27日於上海證券交易所上市。
業務在遂宁市經營电力及自来水的生产和供应，提供送变电工程、供水工程的施工及设备安装劳务，總部位於四川省遂宁市开发区明月路88号。
2012年冬天，完成把旗下四川奥深达资源投资开发有限公司合併後註銷。

## 連結
- mxdl.com.cn （页面存档备份，存于）